# Фридрих Райнхард Албрехт фон Рехтерен-Лимпург-Шпекфелд
Фридрих Райнхард Албрехт Емил Август фон Рехтерен-Лимпург-Шпекфелд (на немски: Friedrich Reinhard Albrecht Emil August Erbgraf von Rechteren-Limpurg-Speckfeld; * 3 юли 1841 в Маркт Айнерсхайм, Долна Франкония; † 29 юли 1893 в Маркт Айнерсхайм) е наследствен граф на Рехтерен-Лимпург-Шпекфелд в Бавария.
Той е син на генерал-майор граф Фридрих Лудвиг фон Рехтерен-Лимпург-Шпекфелд (1811 – 1909) и графиня Луитгарда Луиза Шарлота София фон Ербах-Фюрстенау (1817 – 1897), дъщеря на граф Албрехт фон Ербах-Фюрстенау (1787 – 1851) и принцеса Луиза София Емилия фон Хоенлое-Нойенщайн-Ингелфинген (1788 – 1859). Внук е на граф Фридрих Райнхард фон Рехтерен-Лимпург-Шпекфелд (1751 – 1842) и втората му съпруга принцеса Августа фон Хоенлое-Кирхберг (1782 – 1847).
Сестра му Аделхайд/Аделаида фон Рехтерен-Лимпург (1845 – 1873) се омъжва на 10 ноември 1864 г. в Маркт Айнерсхайм за граф Карл Хайнрих Волф Вилхелм Франц фон Шьонбург-Фордерглаухау (1832 – 1898).
Фридрих Райнхард Албрехт фон Рехтерен-Лимпург-Шпекфелд умира на 52 години преди баща му на 29 юли 1893 г. Маркт Айнерсхайм.
През 1964 г. линията Рехтерен-Лимпург-Шпекфелд изчезва по мъжка линия.

## Фамилия
Фридрих Райнхард Албрехт фон Рехтерен-Лимпург-Шпекфелд се жени на 22 септември 1874 г. в Илзенбург за графиня Кристина фон Щолберг-Вернигероде (* 13 септември 1853, Гедерн; † 20 март 1933, Зомерхаузен), дъщеря на граф Рудолф фон Щолберг-Вернигероде (1809 – 1867) и графиня Августа фон Щолберг-Вернигероде (1823 – 1864). Те имат шест деца:
- Фридрих Лудвиг Бото Алфред Конрад (* 26 ноември 1875, Маркт Айнерсхайм; † 9 юни 1955, Фюрт), женен на 17 октомври 1907 г. в Хага за графиня Адолфина Адриена ван Рехтерен-Лимпург (* 3 септември 1888, Дордрехт; † 16 септември 1974, Горсел); имат две дъщери
- Фридрих Рудолф (* 5 август 1878, Маркт Айнерсхайм; † 17 септември 1950, Зомерсхаузен), неженен
- Аделхайд (* 31 март 1881, Айнерсхайм; † 27 декември 1970, Вюрцбург), омъжена на 26 септември 1901 г. в Зомерхаузен за княз Волфганг фон Изенбург-Бюдинген (* 30 март 1877, Бюдинген; † 29 юли 1920, Гьосвайнщайн)
- Фридрих Албрехт (* 28 октомври 1885, Маркт Айнерсхайм; † 24 август 1914, убит в битка във Франция)
- Хилдегард (* 28 септември 1890, Маркт Айнерсхайм; † 3 юни 1973, Коринт, Гърция), неомъжена
- Фридрих Ото (* 30 май 1893, Маркт Айнерсхайм; † 21 ноември 1964, Зомерхаузен), неженен